# 石橋整司
石橋 整司 （いしばし せいじ、1958年8月3日 - ）は、日本の林学者。専門は森林経理学。東京大学大学院農学生命科学研究科教授、東京大学田無演習林長。元東京大学生態水文学研究所長。森林計画学会賞受賞。

## 人物・経歴
東京都生まれ。横須賀市久里浜、藤沢市亀井野育ち。1977年神奈川県立湘南高等学校卒業。1982年東京農工大学農学部林学科卒業、東京大学農学部研究生。1988年東京大学大学院農学系研究科林学専門課程博士課程修了、農学博士。1989年東京農工大学農学部助手。1992年森林計画学会賞（黒岩菊郎記念研究奨励賞）受賞。2000年東京大学大学院農学生命科学研究科附属科学森教育研究センター研究部助教授。2007年東京大学大学院農学生命科学研究科附属演習林教授。2018年東京大学大学院農学生命科学研究科附属演習林生態水文学研究所長。特別天然記念物カモシカ保護対策事業通常調査指導委員、埼玉県農林総合研究センター研究等評価委員会委員、飯能・名栗エコツーリズム推進協議会委員、埼玉県河川整備計画策定専門会議委員、千葉県森林審議会委員、鴨川市文化財保護審議会委員、瀬戸市環境審議会委員等も務めた。

## テレビ出演
- 『NHKスペシャル・老化』（1999年1月3日）